# Farol de Basco
O Farol de Basco é um farol na cidade de Basco em Batanes, a província mais ao norte das Filipinas. Situado na colinas Naidi no Barangay San Antonio, as verdes colinas e o mar aberto proporcionam uma formosa paisagem de fundo para o farol. O lugar é de fácil acesso mediante um caminho de 1.2-km (3/4 de milha) desde o Porto de Basco. O farol de Basco é um dos três faróis propostos pelo excongressista Florencio Abad de Batanes, não só como faróis de trabalho, ou possivelmente, como atrações turísticas. Os outros dois estão em Sabtang e Mahatao. A estrutura em Basco foi a primeira realizada em 2003.